# Тарнягин, Иван Александрович
Иван Александрович Тарнягин (1904—1941) — советский художник.

## Биография

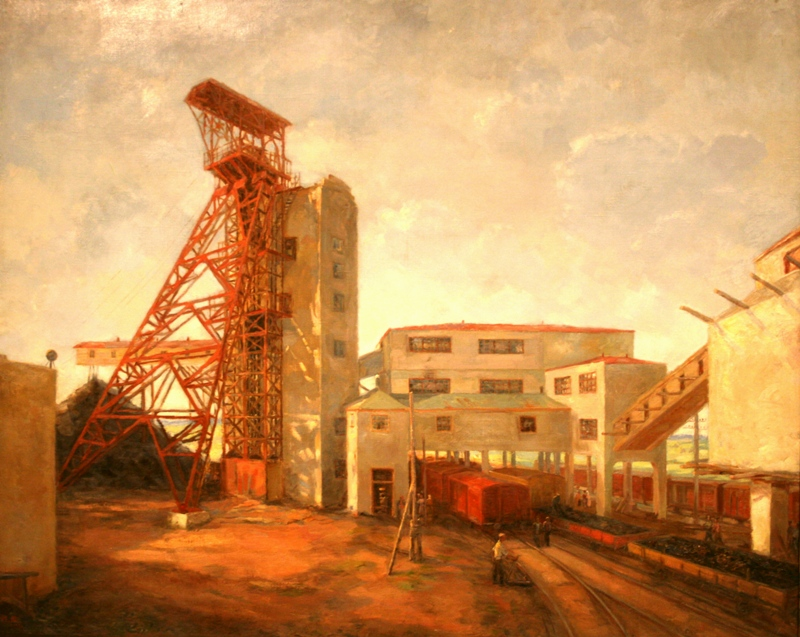
«Шахта №6. Артёмуголь», 1937

Иван Тарнягин родился 11 сентября 1904 года в Шенкурском уезде Архангельской губернии в крестьянской семье.
Окончил школу второй ступени. В 1923 году поступил в Ленинградскую Академию художеств, мастерская профессора А. И. Савинова.
В 1929 году окончил академию (отделение монументальной живописи). Один из учеников К. С. Петрова-Водкина.
Его дипломной работой стала композиция «Иду на работу» — фрагмент росписи для Московско-Нарвского дома культуры. Работал заведующим и преподавателем студии ИЗО, затем был заведующим и преподавателем на курсах для рабочих при ИНПИИ. C 1930 по 1934 год учился в аспирантуре Академии художеств. Член ЛОССХ.
В 1930—1931 годах был ответственный секретарь Ленинградского филиала АХР. В 1931 году избран членом Центрального Совета АХР в Москве. Принимал активное участие в художественных выставках.
Жил в Ленинграде в доме 13 по Бородинской улице. Ушёл на фронт добровольцем. Погиб на Ленинградском фронте в 1941 году в одном из первых боёв за город.

## Живописные работы
- «Отправка комсомольцев на фронт» (1933)
- «Заводской штаб красной гвардии» (1934)
- «Партизаны» (1938, 1939)
- «Буксир буксирует плоты леса» (1940)